# Jesús María García García
Jesús María García García, né le 12 septembre 1968 à Calahorra, est un homme politique espagnol, membre du Parti socialiste ouvrier espagnol (PSOE).

## Biographie

### Vie professionnelle
Jesús María García est fonctionnaire au sein de l'administration de la communauté autonome de La Rioja où il occupe un emploi d'agent forestier.

### Activités politiques
Jesús María García est élu conseiller municipal de Calahorra en 2007. Il est réélu lors des scrutins de 2011 et 2015. Il siège dans l'opposition durant les trois mandatures. Réélu une nouvelle fois en mai 2019, il est désigné troisième adjoint délégué à l'Urbanisme et à l'Environnement, avec des compétences en matière d'Agriculture, de la nouvelle maire socialiste Elisa Garrido,.
Jesús María García est élu député au Parlement de La Rioja lors des élections parlementaires de mai 2011, après avoir concouru en 10e position sur la liste du PSOE de Francisco Martínez-Aldama. García siège alors comme suppléant à la députation permanente et comme secrétaire de la commission des Travaux publics, de la Politique locale et territoriale. Réélu en mai 2015, il prend la présidence de la commission de l'Équipement et de la Politique territoriale et préside deux commissions d'enquête. Il siège en outre à la commission de la Santé et à celle de l'Agriculture, de l'Élevage et de l'Environnement.
Lors des élections régionales de mai 2019, il se présente en quatrième position sur la liste de Concha Andreu,. Le parti ayant remporté 15 sièges, il est réélu député. Pour la première fois depuis 1999, la gauche, composée du PSOE et d'Unidas Podemos, obtient une majorité au Parlement. Un accord est conclu entre les deux partis à l'ouverture de la législature pour que Jesús María García soit élu président de l'institution et Henar Moreno première vice-présidente. Le 20 juin 2019, il obtient effectivement la majorité absolue des voix au premier tour et est proclamé président,,. Il démissionne de ses responsabilités à Calahorra en septembre suivant.
À la suite des élections régionales du 28 mai 2023, qui sont marquées par la victoire du Parti populaire, Jesús María García est remplacé par Marta Fernández Cornago à la présidence du Parlement le 22 juin suivant. Il est cependant élu deuxième vice-président de l'institution le même jour,.